# Franklin (hrabstwo Sacramento)
Franklin – jednostka osadnicza w Stanach Zjednoczonych, w stanie Kalifornia, w hrabstwie Sacramento.